# Flywheel, Shyster, and Flywheel
Flywheel, Shyster y Flywheel es un programa de radio de comedia protagonizado por dos de los Hermanos Marx , Groucho y Chico , y escrito principalmente por Nat Perrin y Arthur Sheekman .  La serie se emitió originalmente en los Estados Unidos en Blue Network de National Broadcasting Company a partir del 28 de noviembre de 1932 y finalizó el 22 de mayo de 1933.  Patrocinado por las Standard Oil Companies de New Jersey , Pennsylvania y Louisiana y la Colonial Beacon Oil Company, fue el lunes por la noche el Five-Star Theatre , una serie de variedades de radio antiguas que ofrecía un programa diferente cada noche de semana.  Los episodios se transmitieron en vivo desde la estación WJZ de NBC en la ciudad de Nueva York y más tarde desde un escenario de sonido en RKO Pictures en Los Ángeles, California, antes de regresar a WJZ para los episodios finales. 
El programa describe las desventuras de un pequeño bufete de abogados de Nueva York, con Groucho como el abogado Waldorf T. Flywheel (un abogado torcido) y Chico como asistente de Flywheel, Emmanuel Ravelli (un genio que Flywheel usa como un hombre caído ).  La serie originalmente se tituló Beagle, Shyster y Beagle , con el personaje de Groucho llamado Waldorf T. Beagle, hasta que un verdadero abogado de Nueva York llamado Beagle se contactó con NBC y amenazó con presentar una demanda a menos que se eliminara el nombre.  Muchas de las tramas de los episodios se basaron en parte o en gran medida en las películas de los Hermanos Marx . 
El programa obtuvo audiencias respetables por su horario de la tarde, aunque no se produjo una segunda temporada.  Se pensó que, como la mayoría de los programas de radio de la época, los episodios no habían sido grabados.  Los episodios se pensaron completamente perdidos hasta 1988, cuando 25 de los 26 guiones se redescubrieron en el almacenamiento de la Biblioteca del Congreso y se volvieron a publicar.  Las adaptaciones de los guiones recuperados se realizaron y transmitieron en el Reino Unido, en BBC Radio 4 , entre 1990 y 1993.  En 1996, se descubrieron algunas grabaciones del programa original (todas grabadas de los últimos tres episodios), incluida una grabación completa del último episodio al aire. 

## Desarrollo temprano
En 1932, Texaco presentó al público su gasolina de "Jefe de Bomberos", llamada así porque su índice de octano era de 66, más alto que los requisitos del gobierno de los Estados Unidos para los camiones de bomberos.  Para anunciar su nuevo combustible de grado premium, Texaco se acercó al cómic de vodevil Ed Wynn para protagonizar un programa de radio titulado Fire Chief .  Wynn interpretó al jefe de bomberos frente a una audiencia de 700 personas y el programa se transmitió en vivo por NBC Red Network , a partir del 24 de abril de 1932.  Inmediatamente se volvió popular con más de dos millones de oyentes regulares y una Calificación de Análisis Cooperativo de Radiodifusión (CAB) del 44.8%.
Al ver el éxito de Wynn's Fire Chief , los Standard Oils en Nueva Jersey, Louisiana y Pennsylvania, y Colonial Beacon, decidieron patrocinar su propio programa de radio para promocionar Esso Gasoline y Essolube Motor Oil.  Se dirigieron a la agencia de publicidad McCann Erickson , que desarrolló Five-Star Theatre , una serie variada que ofrecía un espectáculo diferente cada noche de la semana. Groucho y Chico Marx , la mitad del popular vodevil y las estrellas de cine de los Hermanos Marx , se acercaron a aparecer en un programa de comedia. Harpo y Zeppo no fueron requeridos, ya que sus marcas registradas de mudo y hombre heterosexual no funcionaron bien en la radio.  Antes de que se llegara oficialmente a esta decisión, los primeros borradores de los guiones presentaban apariciones de invitados escritas para los dos hermanos ausentes, con Harpo representado a través de bocinas de su bocina y otros efectos de sonido de marca registrada.
Nat Perrin y Arthur Sheekman , quienes habían contribuido a los guiones de las películas Monkey Business (1931) y Horse Feathers (1932) de Marx Brothers, se alistaron para escribir el programa de comedia. Se tituló Beagle, Shyster y Beagle , y su premisa involucraba a un abogado / detective privado poco ético y su asistente.

## Reparto

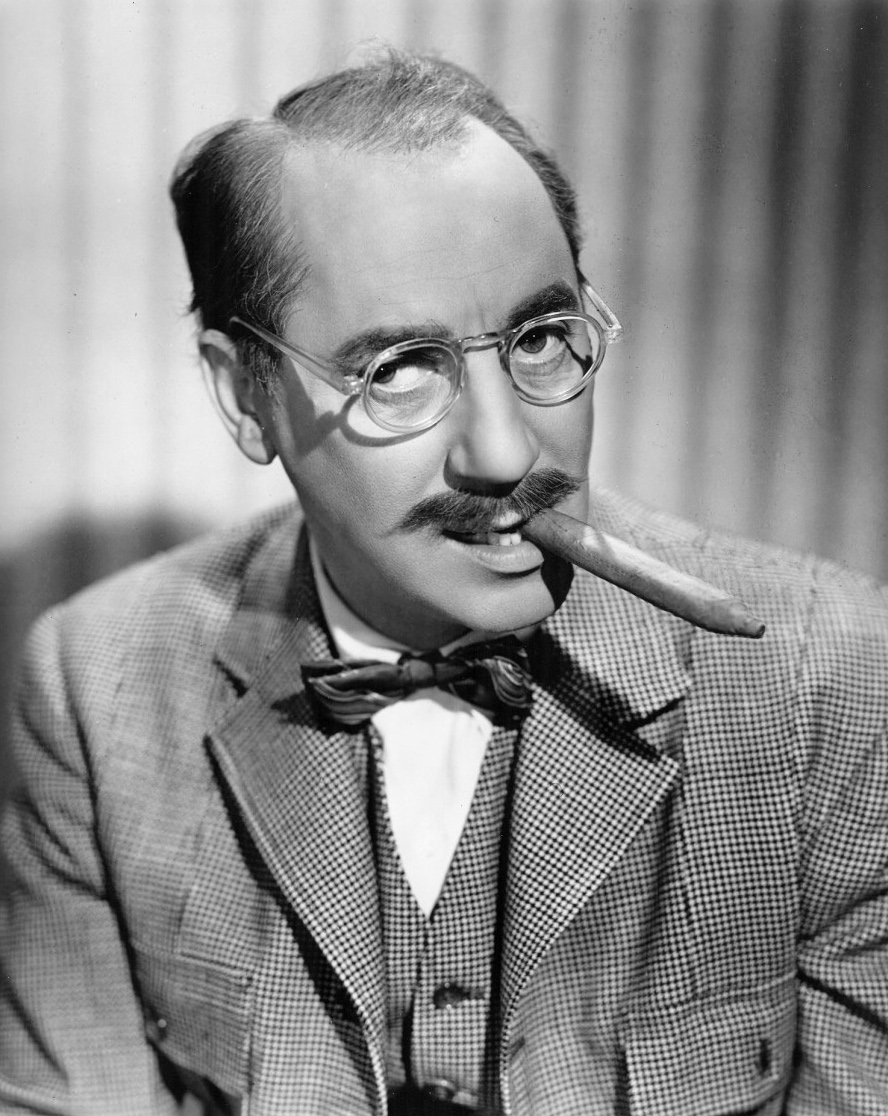
Groucho Marx

Groucho Marx interpretó a Waldorf T. Beagle (que más tarde pasó a llamarse Waldorf T. Flywheel), y Chico interpretó a Emmanuel Ravelli, el mismo nombre que el personaje italiano que interpretó en la película Animal Crackers (1930).  Mary McCoy interpretó a la secretaria Miss Dimple, y se cree que Broderick Crawford también apareció como varios personajes. Groucho y Chico compartieron un ingreso semanal de 6500$  por aparecer en el espectáculo. Durante la Gran Depresión, esto se consideró una suma alta por 30 minutos de trabajo, especialmente porque los guiones de radio no requerían memorización y solo se necesitaban unos pocos minutos para el vestuario, el cabello y el maquillaje. En comparación, el salario semanal de Greta Garbo de Metro-Goldwyn-Mayer durante el mismo período también fue de $ 6,500, aunque esto fue por una semana de 40 o 50 horas. A Wynn le pagaban 5000$ por semana por el Jefe de Bomberos .  En contraste, casi dos tercios de las familias estadounidenses vivían con menos de $ 26 por semana. En un clásico giro marxiano, a Harpo se le pagaba un salario semanal por no aparecer en el programa, a pesar de que su personaje mudo tendría poco que hacer en un programa de radio de todos modos.

## Producción
Five-Star Theatre fue transmitido desde la estación principal de la NBC, WJZ en la ciudad de Nueva York .  Debido a que Groucho, Chico, Perrin y Sheekman vivían y trabajaban en Hollywood , tenían que hacer un viaje en tren de tres días desde Pasadena cada semana, y luego otro viaje de tres días de regreso.  El primer episodio fue escrito cuando tomaron su primer viaje en tren a Nueva York.
Un número de volante, Shyster, y las secuencias de comandos del volante ' parcelas de las películas de los hermanos Marx reutilizados.  La trama del Episodio 17 fue sugerida por la trama de pintura robada en Animal Crackers , aunque era un "Beauregard" en la película, no un Rembrandt .  El episodio 23 también reutilizó escenas de Animal Crackers , incluida la trama de diamantes robados y las líneas de Groucho sobre la necesidad de un níquel de siete centavos. Monkey Business influyó en dos parodias en Episodio 25, y The Cocoanuts le dio a Episodio 19 su trama.  El episodio 26, The Ocean Cruise , levantó algunas escenas prácticamente sin cambios de la película Animal Crackers de los Marx Brothers.  Los actos de vodevil de la década de 1920 generalmente basaban sus rutinas escénicas en el supuesto de que todas las audiencias eran heterosexuales ; algunos episodios de Flywheel, Shyster y Flywheel incluyeron chistes homosexuales relativamente discretos tomados del acto de escena de los Hermanos Marx.
A pesar de reutilizar algunos guiones de otras fuentes, Perrin dijo que él y Sheekman "tenían las manos llenas preparando un guion cada semana".  Encontraron ayuda de Tom McKnight y George Oppenheimer, cuyos nombres fueron pasados a Groucho.  Perrin explicó: " Groucho estaba en el baño de hombres durante un descanso, y se quejaba con el tipo que estaba a su lado: 'Caramba, me gustaría que pudiéramos encontrar otro escritor o dos para hacer la vida más fácil'.  De repente, uno de los puestos dice la voz: '¡Tengo a los chicos para ti!'  Tener a Tom y George hizo la vida más fácil, aunque Arthur y yo revisamos sus guiones para un pulido ligero ".
Después de viajar a Nueva York para realizar los primeros siete episodios, los cuatro hombres decidieron transmitir desde Los Ángeles.  NBC no tenía un estudio en la costa oeste , por lo que durante las siguientes trece semanas, entre el 16 de enero y el 24 de abril de 1933, el programa se transmitió desde un estudio de sonido vacío prestado en RKO Radio Pictures .  Se trajeron sillas plegables para una audiencia de alrededor de treinta o cuarenta personas, provenientes del vodevil, Groucho y Chico prefirieron actuar ante una multitud, y se retiraron rápidamente al final de cada actuación para que el escenario estuviera listo para cualquier filmación. al día siguiente.  Los últimos cuatro episodios del espectáculo se realizaron en WJZ en Nueva York.
Chico a menudo llegaba tarde a los ensayos, por lo que Perrin tendría que ayudarlo en las lecturas.  Cuando Chico finalmente hizo su aparición, Perrin recuerda, "estaría leyendo las líneas de Ravelli y Groucho le diría que se detuviera 'mostrarle cómo se debe leer la línea'. Mi acento italiano era mejor que el de Chico, ya ves. Pero a Chico no le importó ".

## Episodios

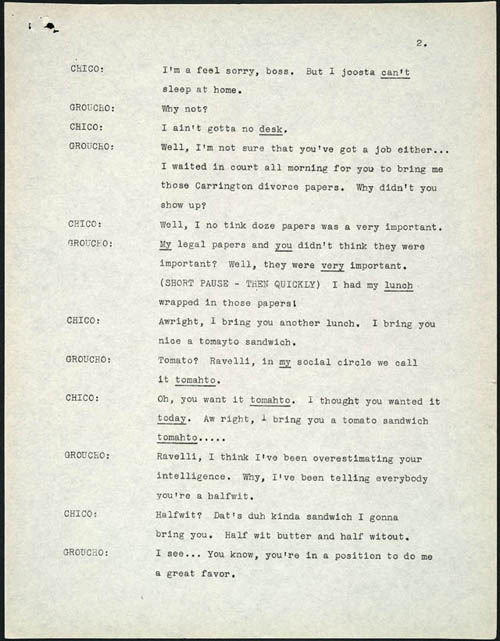
Una muestra de una página del 23 de enero de 1933, manuscrito mecanografiado del programa de radio de 1932 – 33 NBC Flywheel, Shyster y Flywheel que protagonizaron los hermanos Marx Groucho y Chico.

Flywheel, Shyster y Flywheel se emitieron los lunes por la noche a las 7:30   de la tarde en NBC Blue Network a trece afiliados de la red en nueve estados del este y sur del país.  Se realizaron veintiséis episodios, que se emitieron entre el 28 de noviembre de 1932 y el 22 de mayo de 1933.  Cada episodio es presentado por el locutor de Blue Network y presenta unos quince minutos de drama y diez minutos de música orquestal entre actos.  Los episodios terminan con Groucho y Chico, no en el personaje, sino como ellos mismos, realizando un sketch de 60 segundos que promociona a Esso y Essolube. 
| Episodio # | Fecha del aire          | Episodio # | Fecha del aire      |
| ---------- | ----------------------- | ---------- | ------------------- |
| 1          | 28 de noviembre de 1932 | 14         | 27 de enero de 1933 |
| 2          | 5 de diciembre de 1932  | 15         | 6 de marzo de 1933  |
| 3          | 12 de diciembre de 1932 | 16         | 13 de marzo de 1933 |
| 4          | 19 de diciembre de 1932 | 17         | 20 de marzo de 1933 |
| 5          | 26 de diciembre de 1932 | 18         | 27 de marzo de 1933 |
| 6          | 2 de enero de 1933      | 19         | 3 de abril de 1933  |
| 7          | 9 de enero de 1933      | 20         | 10 de abril de 1933 |
| 8          | 16 de enero de 1933     | 21         | 17 de abril de 1933 |
| 9          | 23 de enero de 1933     | 22         | 24 de abril de 1933 |
| 10         | 30 de enero de 1933     | 23         | 1 de mayo de 1933   |
| 11         | 6 de febrero de 1933    | 24         | 8 de mayo de 1933   |
| 12         | 13 de enero de 1933     | 25         | 15 de mayo de 1933  |
| 13         | 20 de enero de 1933     | 26         | 22 de mayo de 1933  |

## Recepción
Flywheel, Shyster y Flywheel no fueron un éxito para Standard Oil. Aunque las exitosas películas de Marx Monkey Business y Horse Feathers contenían complots relacionados con adulterio, Variety no los apreciaba en el programa de radio: 

¡Eso está bien para los niños! Lo más probable es que si los marxes continúan con su continuidad en el despacho de abogados siguiendo líneas como esta, nunca podrán tener un oyente infantil. En primer lugar, porque los padres no quieren que sus hijos escuchen sobre las malas esposas y los divorcios, y esto no es un tema agradable para los niños. Lo que significa que si los Marx no miran hacia fuera, cualquier persona que siga en la pantalla se perderá totalmente en el aire. Es muy probable que los marxes puedan salir al aire. Pero tendrán que usar más trabajo de cabeza que su primer esfuerzo mostrado.
Barson

 A pesar del contenido, Arthur, el hijo de 13 años de Groucho, encontró el espectáculo "extremadamente divertido", aunque reconoció que pudo haber sido "una audiencia muy fácil".
Luego de la transmisión de los primeros episodios, un abogado de Nueva York llamado Morris Beagle presentó una demanda por $ 300,000 alegando que su nombre había sido difamado, y que su uso estaba dañando su negocio y su salud.  También afirmó que la gente estaba llamando a su bufete de abogados y preguntaba: "¿Es este el señor Beagle?"  Cuando él contestó: "Sí", las personas que llamaban decían: "¿Cómo está tu compañero, Shyster?" y cuelgue el teléfono.  Los patrocinadores y los ejecutivos del estudio entraron en pánico, y del episodio cuatro, el título del programa cambió a " Flywheel, Shyster, and Flywheel ", y Walter T. Beagle pasó a llamarse Waldorf T. Flywheel.  Se explicó en el episodio que el personaje se había divorciado y había vuelto a su "apellido de soltera".
La calificación de CAB para el programa fue de 22.1% y se ubicó en el 12 ° lugar entre los programas nocturnos mejor audiencias de la temporada 1932-33.  La calificación de CAB no fue decepcionante; los programas populares establecidos como The Shadow y The Adventures of Sherlock Holmes no tuvieron un buen desempeño, pero fue menos de la mitad del Jefe de Bomberos de Texaco, que obtuvo una calificación de 44.8% en CAB y fue la tercera más alta El programa puntuado de la temporada.  Una razón para las audienciasmás bajas puede ser debido a la franja horaria en que se emitió el programa.  En septiembre de 1932, solo el 40% de los propietarios de radio escuchaban la radio a las 7:00 de la tarde, mientras que el 60% escuchó a las 9:00 de la tarde  Los shows mejor audienciasde la temporada 1932–1933, The Chase and Sanborn Hour , Jack Pearl 's Baron Münchhausen y Fire Chief se emitieron después de las 9:00   de la tarde  Standard Oil decidió que no podía competir con Texaco en las clasificaciones y el Five-Star Theatre no fue renovado para una segunda temporada.
En su autobiografía de 1959, Groucho y yo , Groucho comenta: "Pensamos que estábamos haciéndolo muy bien como abogados cómicos, pero un día algunos países de Medio Oriente decidieron que querían una mayor reducción de las ganancias del petróleo, o de lo contrario.  "Cuando se publicó esta noticia, el precio de la gasolina bajó nerviosamente dos centavos por galón, y Chico y yo, junto con los otros programas, fuimos eliminados de la red".  En su libro de 1976, The Secret Word Is Groucho , escribe: "Las ventas de la compañía, como resultado de nuestro programa, aumentaron precipitadamente.  Las ganancias se duplicaron en ese breve tiempo, y Esso se sintió culpable al tomar el dinero.  Así que Esso nos dejó caer después de veintiséis semanas.  Esos fueron los días de los valores de culpabilidad, que no existen en la actualidad ".
Sin embargo, el espectáculo fue más tarde elogiado por otros comediantes de la época.  En 1988, Steve Allen dijo: "cuando se juzgan en relación con otros guiones de comedia de radio de principios de los años 30, se sostienen muy bien y son, de hecho, superiores al material que se produjo para Eddie Cantor, Rudy Vallee, Joe. Escuela de penner Los chistes rápidos... abarcan toda la gama de encantadores a vergonzosos ". George Burns también lo encontró "gracioso".   Rob White, del Instituto de Cine Británico, dijo que el espectáculo "brillaba con mil y un sockeroos".

## Redescubrimiento del espectáculo.
Los episodios de Flywheel, Shyster y Flywheel fueron grabados, pero durante muchos años se pensó que las grabaciones no se habían conservado.  En el momento de las transmisiones, los anunciantes y las audiencias desestimaban los programas pregrabados.  Sin embargo, en 1988, Michael Barson, quien trabajaba en la Oficina de derechos de autor de los Estados Unidos en la Biblioteca del Congreso, descubrió que los guiones de veinticinco de los veintiséis episodios se habían enviado a la Oficina, donde se habían almacenado.  Nadie sabía que todavía existían y que sus derechos de autor no habían sido renovados.  Esto significaba que Flywheel, Shyster y Flywheel habían caído en el dominio público. Pantheon publicó los guiones ese mismo año en un libro titulado Flywheel, Shyster, and Flywheel: El programa de radio The Marx Brothers 'Lost , editado por Michael Barson y con una entrevista con Perrin. En octubre de 1988, las escenas de Flywheel, Shyster y Flywheel se transmitieron por primera vez desde que el programa salió al aire en 1933 cuando National Public Radio , una organización de medios sin fines de lucro que proporciona contenido a las estaciones de radio públicas de los Estados Unidos , emitió un La recreación de 18 minutos de Flywheel, Shyster y Flywheel en mercados como Chicago, Illinois , Dallas, Texas y Los Angeles, California , utiliza a los actores de Arena Stage de Washington D. C. para interpretar los papeles principales de Chico y Groucho a partir de los guiones publicados.  Años más tarde, se encontraron tres grabaciones de Flywheel, Shyster y Flywheel , incluido un extracto de cinco minutos del episodio 24 y una grabación de quince minutos del episodio 25.  Existe una grabación completa del Episodio 26 y se emitió en BBC Radio 4 en 2005.

## Adaptación de radio de la BBC
En 1990, Radio 4 de la British Broadcasting Corporation emitió una versión de Flywheel, Shyster y Flywheel .  Michael Roberts y Frank Lazarus interpretaron los papeles principales de Flywheel y Ravelli, vistiendo maquillaje y ropa similar a Groucho y Chico.  El elenco regular también incluyó a Lorelei King en todos los papeles femeninos, Graham Hoadly como muchos de los otros personajes masculinos y como estrella invitada como Spike Milligan y Dick Vosburgh .  Los guiones para la serie de la BBC fueron adaptados para una audiencia británica moderna por Mark Brisenden y fueron producidos y dirigidos por Dirk Maggs .  Cada episodio incorporó material de dos o tres episodios originales diferentes, y ocasionalmente incluía chistes adicionales de las películas de los Hermanos Marx. 
Al comentar sobre la serie, Maggs dijo que era su favorito entre las comedias que había dirigido, y describió cómo se realizaron. 
Se realizaron seis episodios, se grabaron en el Teatro de París y se emitieron semanalmente entre el 2 de junio y el 7 de julio de 1990.  El éxito de la primera serie llevó a otros dos a ser comisionados.  La segunda serie se emitió del 11 de mayo al 15 de junio de 1991 y la tercera del 11 de julio al 15 de agosto de 1992.  La primera serie fue puesta a disposición por BBC Enterprises en un lanzamiento de dos casetes en 1991, pero la segunda y la tercera no.

Lo mejor de los espectáculos de audiencia es hacer los efectos en vivo en el escenario. BBC Radio Light Entertainment tendía a ocultar el operador de efectos detrás de las cortinas para que no distrajeran a la audiencia. Algunos productores de Light Entertainment, como yo, han razonado a lo largo de los años que los efectos spot son parte del entretenimiento, así que llevamos al operador al frente. Y en el caso de  Volante , ¡lo vestimos como Harpo! Michael Roberts, quien interpretó a Groucho, salió tan bien con sus ad libs que siempre estuve feliz de cortar los gags para mantenerlos. Uno de los grandes fue cuando él y Frank, como Flywheel y Ravelli, se encuentran en una pocilga, el resto del elenco empujado para hacer voces de cerdo, y Mike ad libbed, "Imagínate - dos buenos muchachos judíos rodeados de jamón" - trajo la Casa abajo.
Dirk Maggs